# Heksennacht
Heksennacht is een jaarlijks op 19 mei terugkerende feministische betoging tegen seksueel geweld tegen vrouwen in de openbare ruimte. De verbindende slogan is "Vrouwen eisen de nacht terug". De naam heksennacht is een van de varianten waaronder de demonstraties bekendstaan. De traditie grijpt terug op de "Take back the night"-nacht in de Verenigde Staten, en "Reclaim the night"-marsen in Leeds en Londen. Ook verwijst de nacht naar de Duitse en wicca-traditie Walpurgisnacht, die op 30 april in Duitsland wordt gehouden en tijdens de Tweede feministische golf door feministen opnieuw werd gedefinieerd. Omdat in Nederland op 30 april Koninginnedag was, koos de initiatiefgroep een andere dichtbijgelegen datum  die niet met een christelijke feestdag samenviel, en kwam uit bij 19 mei, de verjaardag van een van de actievoersters.

## Demonstraties
De eerste demonstratie in dit kader vond plaats in maart 1976 in Brussel, na een internationale conferentie over misdrijven tegen vrouwen. In Nederland organiseerde feministische actiegroep Vrouwen tegen Seksueel Geweld uit Amsterdam de eerste "Reclaim the night" - demonstratie in 1978 naar een voorbeeld uit Londen, waar een van de actievoersters ten tijde van de mars was. Deze eerste demonstratie werd in meer dan tien steden tegelijkertijd gehouden, waaronder in Amsterdam, Utrecht, Nijmegen, Groningen en Den Haag, met in totaal meer dan 8.000 deelneemsters. Alle organisatiegroepen werden vooraf voorzien van stencils met doelstellingen, korte theoretische onderbouwing, liedteksten en tips voor een de-escalerende omgang met geweld. Als symbool waren twee vrouwentekens met een vlam erin ontworpen.
Doel van de betogingen was, aandacht te vestigen op de kracht van vrouwen, vrouwen ertoe aan te moedigen letterlijk veel kabaal te maken als er iets tegen haar zin gebeurde, en vrouwen te laten zien dat je samen sterk kunt zijn in bedreigende situaties. De toenmalige doctrine was precies tegenovergesteld: vrouwen werd geleerd de mond te houden om erger te voorkomen, maar feministisch onderzoek wees uit dat verdediging bijzonder effectief was.
Speciaal voor de openingsdemonstratie werd de feministische carnavalskraker "Als een meisje nee zegt, bedoelt ze nee" geschreven.
Tegenwoordig wordt de nacht plaatselijk georganiseerd door radicale feministen en vrouwen uit de krakersscene en de autonomenscene. Tijdens de betoging worden feministische liederen, waaronder het Heksennachtlied, gezongen en fakkels en spandoeken meegedragen. Het is de bedoeling dat aan de Heksennacht vrouwen deelnemen; man-naar-vrouw-transseksuelen worden toegelaten. De laatste jaren worden her en der ook transgenders en travestieten toegelaten. Vanaf 2007 laat men in Utrecht vanaf een uur na aanvang ook mannen toe tot de demonstratieve tocht.
Meestal vindt deze demonstratie plaats zonder politiebegeleiding in stadscentra. De bejegening door mannelijk uitgaanspubliek varieert van ondersteunend tot gelaten tot ronduit beledigend en agressief.